# Manegoldo del Tettuccio
Manegoldo del Tettuccio foi um político bresciano e o primeiro Podestà da República de Génova, eleito em 1191.

## História
A República de Génova, caracterizada pela intensificação das lutas entre as facções da cidade, havia induzido os genoveses a suspender a magistratura dos consules em 1190 e a nomear um podestà.
Manegoldo del Tettuccio era conhecido pelos seus contemporâneos pelas suas competências e sabedoria e, por essas razões, foi chamado a Génova em 1191 como o primeiro podestà da República para reprimir a agitação interna que devastou a capital. Com efeito, ele reprimiu essas revoltas e pacificou a capital genovesa durante o período do seu mandato.
Porém, após o término do seu mandato, a agitação foi retomada ainda com maior vigor.